# Mi TransMi
Mi TransMi es una aplicación diseñada para descubrir la ruta más rápida hacia el destino elegido en el TransMilenio, ubicado en la ciudad de Bogotá. Su uso es fácil y rápido, debido a su búsqueda inteligente. Se debe insertar la estación más cercana a la ubicación en que se encuentre y luego la estación que se tiene como destino, así, Mi TransMi ubicará por el usuario la ruta más rápida hacia el destino e indicará el tiempo que se demorará en recorrerla. Además contiene un mapa con las rutas del TransMilenio, una lista de las rutas y sus horarios de servicio, y por último un sistema que le mostrará al usuario la estación más cercana a su ubicación inicial. 

## Contacto y descarga
La aplicación fue diseñada por Apple Apps Colombia y se puede descargar de forma gratuita en el ITunes Store. Se encuentra disponible para IPhone.

## Funciones
- Rutas directas
- Rutas con transbordo
- Tiempos aproximados de viaje
- Búsqueda de estación de interés por dirección.
- Búsqueda de estación de interés por lugares cercanos.
- Corrección de errores al ingresar estación.
- Completamente offline (no necesita Conexión a Internet)
- Referencias de los buses actualizados
- Mapa del sistema

## Contenido
1. La información del sistema de Mi TransMi está basada en datos pertenecientes dominio público. 
2. La aplicación tiene un propósito de tipo informativa . 
3. Los datos se actualizan en la medida en que estén disponibles al público en general.
4. Transmilenio(R) es marca registrada de Transmilenio S.A.